# 2015–2016-os angol labdarúgókupa
A 2015–2016-os angol labdarúgókupa a világ legrégebbi versenysorozata, a The Football Association Challenge Cup, röviden FA-kupa 135. szezonja.

## Csapatok
| Kör          | Dátum                               | Mérkőzések száma | Csapatok | Új érkezők a körben |
| ------------ | ----------------------------------- | ---------------- | -------- | ------------------- |
| Első kör     | 2015. november 7.                   | 40               | 124 → 84 | 48: 45.–92.         |
| Második kör  | 2015. december 5.                   | 20               | 84 → 64  | –                   |
| Harmadik kör | 2016. január 9.                     | 32               | 64 → 32  | 44: 1.–44.          |
| Negyedik kör | 2016. január 30.                    | 16               | 32 → 16  | –                   |
| Ötödik kör   | 2016. február 20.                   | 8                | 16 → 8   | –                   |
| Hatodik kör  | 2016. március 12.                   | 4                | 8 → 4    | –                   |
| Elődöntő     | 2016. április 23. 2016. április 24. | 2                | 4 → 2    | –                   |
| Döntő        | 2016. május 21.                     | 1                | 2 → 1    | –                   |

## Harmadik kör
A harmadik kört 2015. december 7-én sorsolták ki, 64 csapat 32 mérkőzést játszott január elején.
| 2016. január 8. 20:55 CET |

| Exeter City (4)       | 2 – 2       | Liverpool (1)          |
| --------------------- | ----------- | ---------------------- |
| Nichols 9' Holmes 45' | Jegyzőkönyv | Sinclair 12' Smith 73' |

| St James Park, Exeter Nézőszám: 8 298 Játékvezető: Stuart Attwell |

| 2016. január 20. 21:00 CET újrajátszás |

| Liverpool (1)                  | 3 – 0       | Exeter City (4) |
| ------------------------------ | ----------- | --------------- |
| Allen 10' Ojo 74' Teixeira 82' | Jegyzőkönyv |                 |

| Anfield, Liverpool Nézőszám: 43 292 Játékvezető: Neil Swarbrick |

| 2016. január 9. 13:45 CET |

| Wycombe Wanderers (4)   | 1 – 1       | Aston Villa (1) |
| ----------------------- | ----------- | --------------- |
| Jacobson 50' (11-esből) | Jegyzőkönyv | Richards 22'    |

| Adams Park, High Wycombe Nézőszám: 9 298 Játékvezető: Michael Oliver |

| 2016. január 19. 20:45 CET újrajátszás |

| Aston Villa (1)     | 2 – 0       | Wycombe Wanderers (4) |
| ------------------- | ----------- | --------------------- |
| Clark 75' Gueye 90' | Jegyzőkönyv |                       |

| Villa Park, Birmingham Nézőszám: 20 706 Játékvezető: Craig Pawson |

| 2016. január 9. 16:00 CET |

| Watford (1) | 1 – 0       | Newcastle United (1) |
| ----------- | ----------- | -------------------- |
| Deeney 44'  | Jegyzőkönyv |                      |

| Vicarage Road, Watford Nézőszám: 18 259 Játékvezető: Roger East |

| 2016. január 9. 16:00 CET |

| West Bromwich Albion (1)  | 2 – 2       | Bristol City (2)     |
| ------------------------- | ----------- | -------------------- |
| Berahino 67' Morrison 90' | Jegyzőkönyv | Kodjia 74' Agard 83' |

| The Hawthorns, West Bromwich Nézőszám: 24 917 Játékvezető: Graham Scott |

| 2016. január 19. 20:45 CET újrajátszás |

| Bristol City (2) | 0 – 1       | West Bromwich Albion (1) |
| ---------------- | ----------- | ------------------------ |
|                  | Jegyzőkönyv | Rondón 52'               |

| Ashton Gate Stadium, Bristol Nézőszám: 15 185 Játékvezető: Jonathan Moss |

| 2016. január 9. 16:00 CET |

| West Ham United (1) | 1 – 0       | Wolverhampton Wanderers (2) |
| ------------------- | ----------- | --------------------------- |
| Jelavić 85'         | Jegyzőkönyv |                             |

| Boleyn Ground, London Nézőszám: 34 547 Játékvezető: Anthony Taylor |

| 2016. január 9. 16:00 CET |

| Hartlepool United (4) | 1 – 2       | Derby County (2)         |
| --------------------- | ----------- | ------------------------ |
| Gray 61'              | Jegyzőkönyv | Butterfield 67' Bent 85' |

| Victoria Park, Hartlepool Nézőszám: 4 860 Játékvezető: Darren Bond |

| 2016. január 9. 16:00 CET |

| Colchester United (3)  | 2 – 1       | Charlton Athletic (2) |
| ---------------------- | ----------- | --------------------- |
| Moncur 28' Sordell 41' | Jegyzőkönyv | Gucsannezsád 90'      |

| Colchester Community Stadium, Colchester Nézőszám: 5 742 Játékvezető: Christopher Kavanagh |

| 2016. január 9. 16:00 CET |

| Peterborough United (3)     | 2 – 0       | Preston North End (2) |
| --------------------------- | ----------- | --------------------- |
| Samuelsen 7' Washington 52' | Jegyzőkönyv |                       |

| London Road Stadium, Peterborough Nézőszám: 7 665 Játékvezető: Tony Harrington |

| 2016. január 9. 16:00 CET |

| Northampton Town (4) | 2 – 2       | Milton Keynes Dons (2)    |
| -------------------- | ----------- | ------------------------- |
| Holmes 49' 58'       | Jegyzőkönyv | Cresswell 13' Maynard 82' |

| Sixfields Stadium, Northampton Nézőszám: 5 878 Játékvezető: Darren Drysdale |

| 2016. január 19. 20:45 CET újrajátszás |

| Milton Keynes Dons (2)                                 | 3 – 0       | Northampton Town (4) |
| ------------------------------------------------------ | ----------- | -------------------- |
| Reeves 53' (11-esből) Murphy 61' Church 89' (11-esből) | Jegyzőkönyv |                      |

| Stadium mk, Milton Keynes Nézőszám: 15 133 Játékvezető: Tony Harrington |

| 2016. január 9. 16:00 CET |

| Arsenal (1)                        | 3 – 1       | Sunderland (1) |
| ---------------------------------- | ----------- | -------------- |
| Campbell 25' Ramsey 72' Giroud 75' | Jegyzőkönyv | Lens 17'       |

| Emirates Stadion, London Nézőszám: 59 349 Játékvezető: Martin Atkinson |

| 2016. január 9. 16:00 CET |

| Ipswich Town (2)   | 2 – 2       | Portsmouth (4)          |
| ------------------ | ----------- | ----------------------- |
| Oar 53' Fraser 88' | Jegyzőkönyv | Bennett 55' Chaplin 86' |

| Portman Road, Ipswich Nézőszám: 17 020 Játékvezető: David Coote |

| 2016. január 19. 20:45 CET újrajátszás |

| Portsmouth (4)                     | 2 – 1       | Ipswich Town (2)   |
| ---------------------------------- | ----------- | ------------------ |
| Roberts 32' (11-esből) McNulty 37' | Jegyzőkönyv | Maitland-Niles 60' |

| Fratton Park, Portsmouth Nézőszám: 15 179 Játékvezető: Andy Woolmer |

| 2016. január 9. 16:00 CET |

| Birmingham City (2) | 1 – 2       | AFC Bournemouth (1)              |
| ------------------- | ----------- | -------------------------------- |
| Morrison 40'        | Jegyzőkönyv | Tomlin 44' (11-esből) Murray 85' |

| St. Andrew's, Birmingham Nézőszám: 13 140 Játékvezető: Mike Jones |

| 2016. január 9. 16:00 CET |

| Sheffield Wednesday (2) | 2 – 1       | Fulham (2)  |
| ----------------------- | ----------- | ----------- |
| Bannan 42' Nuhiu 73'    | Jegyzőkönyv | Dembélé 43' |

| Hillsborough Stadium, Sheffield Nézőszám: 15 244 Játékvezető: Gavin Ward |

| 2016. január 9. 16:00 CET |

| Brentford (2) | 0 – 1       | Walsall (3) |
| ------------- | ----------- | ----------- |
|               | Jegyzőkönyv | Mantom 34'  |

| Griffin Park, London Nézőszám: 7 950 Játékvezető: Andy Davies |

| 2016. január 9. 16:00 CET |

| Bury (3) | 0 – 0       | Bradford City (3) |
| -------- | ----------- | ----------------- |
|          | Jegyzőkönyv |                   |

| Gigg Lane, Bury Nézőszám: 6 962 Játékvezető: Rob Lewis |

| 2016. január 19. 20:45 CET újrajátszás |

| Bradford City (3)         | 0 – 0 (h. u.) | Bury (3)                 |
| ------------------------- | ------------- | ------------------------ |
|                           | Jegyzőkönyv   |                          |
| Büntetőpárbaj             |               |                          |
| McMahon Davies Evans Cole | 2 – 4         | Tutte Lowe Clarke Mellis |

| Valley Parade, Bradford Nézőszám: 6 227 Játékvezető: Geoff Eltringham |

| 2016. január 9. 16:00 CET |

| Everton (1)                      | 2 – 0       | Dagenham & Redbridge (4) |
| -------------------------------- | ----------- | ------------------------ |
| Koné 32' Mirallas 85' (11-esből) | Jegyzőkönyv |                          |

| Goodison Park, Liverpool Nézőszám: 30 918 Játékvezető: Paul Tierney |

| 2016. január 9. 16:00 CET |

| Southampton (1) | 1 – 2       | Crystal Palace (1) |
| --------------- | ----------- | ------------------ |
| Romeu 51'       | Jegyzőkönyv | Ward 29' Zaha 68'  |

| St. Mary’s Stadium, Southampton Nézőszám: 30 763 Játékvezető: Lee Mason |

| 2016. január 9. 16:00 CET |

| Eastleigh (5) | 1 – 1       | Bolton Wanderers (2) |
| ------------- | ----------- | -------------------- |
| Dervite 51'   | Jegyzőkönyv | Pratley 87'          |

| Ten Acres, Eastleigh Nézőszám: 5 250 Játékvezető: Iain Williamson |

| 2016. január 19. 21:00 CET újrajátszás |

| Bolton Wanderers (2)             | 3 – 2       | Eastleigh (5)                |
| -------------------------------- | ----------- | ---------------------------- |
| Madine 39' Moxey 43' Pratley 58' | Jegyzőkönyv | Partington 11' Mohamed 45+2' |

| Macron Stadium, Bolton Nézőszám: 8 287 Játékvezető: Mark Clattenburg |

| 2016. január 9. 16:00 CET |

| Nottingham Forest (2) | 1 – 0       | Queens Park Rangers (2) |
| --------------------- | ----------- | ----------------------- |
| Ward 24'              | Jegyzőkönyv |                         |

| City Ground, West Bridgford Nézőszám: 14 197 Játékvezető: Oliver Langford |

| 2016. január 9. 16:00 CET |

| Doncaster Rovers (3) | 1 – 2       | Stoke City (1)         |
| -------------------- | ----------- | ---------------------- |
| Tyson 25'            | Jegyzőkönyv | Crouch 15' Walters 57' |

| Keepmoat Stadium, Doncaster Nézőszám: 13 299 Játékvezető: Keith Stroud |

| 2016. január 9. 16:00 CET |

| Leeds United (2)        | 2 – 0       | Rotherham United (2) |
| ----------------------- | ----------- | -------------------- |
| Carayol 45' Doukara 90' | Jegyzőkönyv |                      |

| Elland Road, Leeds Nézőszám: 16 039 Játékvezető: Andy Woolmer |

| 2016. január 9. 16:00 CET |

| Huddersfield Town (2)               | 2 – 2       | Reading (2)               |
| ----------------------------------- | ----------- | ------------------------- |
| Paterson 57' Wells 90+2' (11-esből) | Jegyzőkönyv | Vydra 71' Robson-Kanu 87' |

| John Smith's Stadium, Huddersfield Nézőszám: 9 236 Játékvezető: Jeremy Simpson |

| 2016. január 19. 21:00 CET újrajátszás |

| Reading (2)                                  | 5 – 2       | Huddersfield Town (2) |
| -------------------------------------------- | ----------- | --------------------- |
| Piazon 29' Vydra 57' 61' 90' Fernández 90+3' | Jegyzőkönyv | Paterson 8' Smith 15' |

| Madejski Stadium, Reading Nézőszám: 8 119 Játékvezető: Oliver Langford |

| 2016. január 9. 16:00 CET |

| Middlesbrough (2) | 1 – 2       | Burnley (2)           |
| ----------------- | ----------- | --------------------- |
| Fabbrini 36'      | Jegyzőkönyv | Hennings 45' Ward 71' |

| Riverside Stadion, Middlesbrough Nézőszám: 18 286 Játékvezető: Simon Hooper |

| 2016. január 9. 16:00 CET |

| Norwich City (1) | 0 – 3       | Manchester City (1)                    |
| ---------------- | ----------- | -------------------------------------- |
|                  | Jegyzőkönyv | Agüero 16' Iheanacho 31' De Bruyne 78' |

| Carrow Road, Norwich Nézőszám: 24 507 Játékvezető: Mike Dean |

| 2016. január 9. 16:00 CET |

| Hull City (2)            | 1 – 0       | Brighton & Hove Albion (2) |
| ------------------------ | ----------- | -------------------------- |
| Snodgrass 41' (11-esből) | Jegyzőkönyv |                            |

| KC stadion, Kingston upon Hull Nézőszám: 10 706 Játékvezető: Geoff Eltringham |

| 2016. január 9. 18:30 CET |

| Manchester United (1)   | 1 – 0       | Sheffield United (3) |
| ----------------------- | ----------- | -------------------- |
| Rooney 90+3' (11-esből) | Jegyzőkönyv |                      |

| Old Trafford, Manchester Nézőszám: 74 284 Játékvezető: Jonathan Moss |

| 2016. január 10. 13:00 CET |

| Oxford United (4)                     | 3 – 2       | Swansea City (1)      |
| ------------------------------------- | ----------- | --------------------- |
| Sercombe 45' (11-esből) Roofe 49' 59' | Jegyzőkönyv | Montero 23' Gomis 66' |

| Kassam Stadium, Oxford Nézőszám: 11 673 Játékvezető: Kevin Friend |

| 2016. január 10. 15:00 CET |

| Carlisle United (4)    | 2 – 2       | Yeovil Town (4)        |
| ---------------------- | ----------- | ---------------------- |
| Grainger 25' Ellis 76' | Jegyzőkönyv | Zoko 71' Jeffers 90+3' |

| Bloomfield Road, Blackpool Nézőszám: 3 357 Játékvezető: Andrew Madley |

| 2016. január 19. 20:45 CET újrajátszás |

| Yeovil Town (4)                    | 1 – 1 (h. u.) | Carlisle United (4)               |
| ---------------------------------- | ------------- | --------------------------------- |
| Compton 31'                        | Jegyzőkönyv   | Sweeney 77'                       |
| Büntetőpárbaj                      |               |                                   |
| Dickson Jeffers Tozer Dawson Dolan | 4 – 5         | Kennedy Sweeney Wyke Ibehre Ellis |

| Huish Park, Yeovil Nézőszám: 4 114 Játékvezető: Tim Robinson |

| 2016. január 10. 15:00 CET |

| Chelsea (1)                | 2 – 0       | Scunthorpe United (3) |
| -------------------------- | ----------- | --------------------- |
| Costa 13' Loftus-Cheek 68' | Jegyzőkönyv |                       |

| Stamford Bridge, London Nézőszám: 41 625 Játékvezető: Craig Pawson |

| 2016. január 10. 17:00 CET |

| Tottenham Hotspur (1)          | 2 – 2       | Leicester City (1)         |
| ------------------------------ | ----------- | -------------------------- |
| Eriksen 8' Kane 89' (11-esből) | Jegyzőkönyv | Wasilewski 19' Okazaki 48' |

| White Hart Lane, London Nézőszám: 35 805 Játékvezető: Robert Madley |

| 2016. január 20. 20:45 CET újrajátszás |

| Leicester City (1) | 0 – 2       | Tottenham Hotspur (1) |
| ------------------ | ----------- | --------------------- |
|                    | Jegyzőkönyv | Szon 39' Chadli 66'   |

| King Power Stadium, Leicester Nézőszám: 30 006 Játékvezető: Anthony Taylor |

| 2016. január 10. 19:00 CET |

| Cardiff City (2) | 0 – 1       | Shrewsbury Town (3) |
| ---------------- | ----------- | ------------------- |
|                  | Jegyzőkönyv | Mangan 62'          |

| Cardiff City Stadium, Cardiff Nézőszám: 4 782 Játékvezető: Peter Bankes |

| eredetileg 2016. január 9. 2016. január 18. 20:15 CET |

| Newport County (4) | 1 – 2       | Blackburn Rovers (2)              |
| ------------------ | ----------- | --------------------------------- |
| Byrne 30'          | Jegyzőkönyv | Marshall 8' (11-esből) Rhodes 75' |

| Rodney Parade, Newport Nézőszám: 5 083 Játékvezető: Charles Breakspear |

## Negyedik kör
A negyedik kört 2016. január 11-én sorsolták ki, 32 csapat 16 mérkőzést játszott január végén.
| 2016. január 29. 20:55 CET |

| Derby County (2) | 1 – 3       | Manchester United (1)         |
| ---------------- | ----------- | ----------------------------- |
| Thorne 37'       | Jegyzőkönyv | Rooney 16' Blind 65' Mata 83' |

| Pride Park Stadion, Derby Nézőszám: 31 134 Játékvezető: Anthony Taylor |

| 2016. január 30. 13:45 CET |

| Colchester United (3) | 1 – 4       | Tottenham Hotspur (1)               |
| --------------------- | ----------- | ----------------------------------- |
| Davies 80'            | Jegyzőkönyv | Chadli 27' 78' Dier 64' Carroll 82' |

| Colchester Community Stadium, Colchester Nézőszám: 9 920 Játékvezető: Michael Oliver |

| 2016. január 30. 16:00 CET |

| West Bromwich Albion (1) | 2 – 2       | Peterborough United (3)   |
| ------------------------ | ----------- | ------------------------- |
| Berahino 14' 84'         | Jegyzőkönyv | Coulthirst 79' Taylor 86' |

| The Hawthorns, West Bromwich Nézőszám: 22 517 Játékvezető: Kevin Friend |

| 2016. február 10. 20:45 CET újrajátszás |

| Peterborough United (3)               | 1 – 1 (h. u.) | West Bromwich Albion (1)                    |
| ------------------------------------- | ------------- | ------------------------------------------- |
| Taylor 55'                            | Jegyzőkönyv   | Fletcher 71'                                |
| Büntetőpárbaj                         |               |                                             |
| Bostwick Maddison Samuelsen Fox Angol | 3 – 4         | Pocognoli Berahino Gardner Fletcher Chester |

| London Road Stadium, Peterborough Nézőszám: 10 632 Játékvezető: Mike Jones |

| 2016. január 30. 16:00 CET |

| Bolton Wanderers (2) | 1 – 2       | Leeds United (2)          |
| -------------------- | ----------- | ------------------------- |
| Pratley 80'          | Jegyzőkönyv | Doukara 8' Diagouraga 39' |

| Macron Stadium, Bolton Nézőszám: 17 336 Játékvezető: Andre Marriner |

| 2016. január 30. 16:00 CET |

| Arsenal (1)              | 2 – 1       | Burnley (2) |
| ------------------------ | ----------- | ----------- |
| Chambers 19' Sánchez 53' | Jegyzőkönyv | Vokes 30'   |

| Emirates Stadion, London Nézőszám: 59 932 Játékvezető: Roger East |

| 2016. január 30. 16:00 CET |

| Reading (2)                                | 4 – 0       | Walsall (3) |
| ------------------------------------------ | ----------- | ----------- |
| Robson-Kanu 37' Vydra 40' 89' Williams 75' | Jegyzőkönyv |             |

| Madejski Stadium, Reading Nézőszám: 13 367 Játékvezető: Peter Bankes |

| 2016. január 30. 16:00 CET |

| Aston Villa (1) | 0 – 4       | Manchester City (1)                          |
| --------------- | ----------- | -------------------------------------------- |
|                 | Jegyzőkönyv | Iheanacho 4' 24' (11-esből) 74' Sterling 76' |

| Villa Park, Birmingham Nézőszám: 23 636 Játékvezető: Mike Jones |

| 2016. január 30. 16:00 CET |

| Shrewsbury Town (3)                      | 3 – 2       | Sheffield Wednesday (2) |
| ---------------------------------------- | ----------- | ----------------------- |
| Akpa Akpro 56' Whalley 87' Grimmer 90+7' | Jegyzőkönyv | McGugan 19' 76'         |

| New Meadow, Shrewsbury Nézőszám: 5 699 Játékvezető: Paul Tierney |

| 2016. január 30. 16:00 CET |

| Nottingham Forest (2) | 0 – 1       | Watford (1) |
| --------------------- | ----------- | ----------- |
|                       | Jegyzőkönyv | Ighalo 89'  |

| City Ground, West Bridgford Nézőszám: 24 703 Játékvezető: Neil Swarbrick |

| 2016. január 30. 16:00 CET |

| Crystal Palace (1) | 1 – 0       | Stoke City (1) |
| ------------------ | ----------- | -------------- |
| Zaha 17'           | Jegyzőkönyv |                |

| Selhurst Park, London Nézőszám: 17 062 Játékvezető: Mark Clattenburg |

| 2016. január 30. 16:00 CET |

| Oxford United (4) | 0 – 3       | Blackburn Rovers (2)               |
| ----------------- | ----------- | ---------------------------------- |
|                   | Jegyzőkönyv | Marshall 36' (11-esből) Watt 45+2' |

| Kassam Stadium, Oxford Nézőszám: 11 647 Játékvezető: Andy Davies |

| 2016. január 30. 16:00 CET |

| Portsmouth (4) | 1 – 2       | AFC Bournemouth (1) |
| -------------- | ----------- | ------------------- |
| Roberts 43'    | Jegyzőkönyv | King 71' Pugh 83'   |

| Fratton Park, Portsmouth Nézőszám: 18 901 Játékvezető: Mike Dean |

| 2016. január 30. 16:00 CET |

| Bury (3)  | 1 – 3       | Hull City (2)                |
| --------- | ----------- | ---------------------------- |
| Jones 86' | Jegyzőkönyv | Akpom 14' 57' (11-esből) 69' |

| Gigg Lane, Bury Nézőszám: 7 064 Játékvezető: Darren Bond |

| 2016. január 30. 18:30 CET |

| Liverpool (1) | 0 – 0       | West Ham United (1) |
| ------------- | ----------- | ------------------- |
|               | Jegyzőkönyv |                     |

| Anfield, Liverpool Nézőszám: 44 006 Játékvezető: Martin Atkinson |

| 2016. február 9. 20:45 CET újrajátszás |

| West Ham United (1)        | 2 – 1 (h. u.) | Liverpool (1) |
| -------------------------- | ------------- | ------------- |
| Antonio 45' Ogbonna 120+1' | Jegyzőkönyv   | Coutinho 48'  |

| Boleyn Ground, London Nézőszám: 34 433 Játékvezető: Roger East |

| 2016. január 31. 14:30 CET |

| Carlisle United (4) | 0 – 3       | Everton (1)                    |
| ------------------- | ----------- | ------------------------------ |
|                     | Jegyzőkönyv | Koné 2' Lennon 14' Barkley 65' |

| Brunton Park, Carlisle Nézőszám: 17 101 Játékvezető: Lee Mason |

| 2016. január 31. 17:00 CET |

| Milton Keynes Dons (2) | 1 – 5       | Chelsea (1)                                        |
| ---------------------- | ----------- | -------------------------------------------------- |
| Potter 21'             | Jegyzőkönyv | Oscar 15' 32' 44' Hazard 55' (11-esből) Traoré 62' |

| Stadium mk, Milton Keynes Nézőszám: 28 172 Játékvezető: Jonathan Moss |

## Ötödik kör
Az ötödik kört 2016. január 31-én sorsolták ki, 16 csapat 8 mérkőzést játszott február végén.

## Hatodik kör
A hatodik kört 2016. február 21-én sorsolták ki, 8 csapat 4 mérkőzést játszott március közepén.

## Elődöntő
Az elődöntőket 2016. március 14-én sorsolták ki, melyeket április végén játszottak le.
| 2016. április 23. 18:15 CEST |

| Everton      | 1 – 2               | Manchester United          |
| ------------ | ------------------- | -------------------------- |
| Smalling 75' | (0 – 1) Jegyzőkönyv | 34' Fellaini 90+3' Martial |

| Wembley, London Nézőszám: 86 064 Játékvezető: Anthony Taylor |

| 2016. április 24. 17:00 CEST |

| Crystal Palace         | 2 – 1               | Watford    |
| ---------------------- | ------------------- | ---------- |
| Bolasie 6' Wickham 61' | (1 – 0) Jegyzőkönyv | 55' Deeney |

| Wembley, London Nézőszám: 79 110 Játékvezető: Craig Pawson |

## Döntő
| 2016. május 21. 18:30 CEST |

| Crystal Palace | 1 – 2 (h. u.)                     | Manchester United     |
| -------------- | --------------------------------- | --------------------- |
| Puncheon 78'   | (0 – 0, 1 – 1, 1 – 2) Jegyzőkönyv | 81' Mata 110' Lingard |

| Wembley, London Nézőszám: 88 619 Játékvezető: Mark Clattenburg |

## Külső hivatkozások
- Az FA-kupa a thefa.com-on